# Murray Walker
(Tipica frase intercalare usata da Murray Walker durante le telecronache.)
Graeme Murray Walker, meglio noto come Murray Walker, OBE (Birmingham, 10 ottobre 1923 – Fordingbridge, 13 marzo 2021), è stato un giornalista e telecronista sportivo britannico. Storico commentatore della Formula 1 della televisione britannica, fu tra i più longevi telecronisti sportivi del Regno Unito.
Per la maggior parte della sua carriera ha lavorato per la BBC, tranne una parentesi a metà degli anni novanta, quando la tv di stato perse i diritti di trasmissione della Formula 1 a vantaggio di ITV, presso la quale Walker si trasferì.
Dotato di un peculiare stile di commento, molto emotivo ed entusiasta, dal 1978 il suo commento per la televisione britannica dei gran premi di Formula 1 è stato utilizzato da altre emittenti di lingua inglese in vari paesi del mondo, tra cui l'Australia e il Giappone. Conosciuto per il suo comportamento cortese e ragionato, cercava di vedere i lati positivi nei piloti protagonisti di episodi controversi. Raramente criticava i piloti e preferiva dare il beneficio del dubbio nell'attribuire le colpe degli incidenti. Un esempio di questo suo modo di fare si può riscontrare nel commento del Gran Premio d'Australia 1994 dove, in seguito al controverso incidente tra Michael Schumacher e Damon Hill (di cui Walker era molto amico) che decise il mondiale piloti a favore del tedesco, Walker a differenza del suo compagno di telecronache del weekend, l'ex campione del mondo della classe 500 Barry Sheene, non attribuì a Schumacher tutte le responsabilità dell'incidente.

## Vita privata
Walker è nato nel quartiere di Hall Green a Birmingham, in Inghilterra. Suo padre Graham fu un messaggero militare e in seguito motociclista per la Norton Motorcycle Company, con cui partecipo al Tourist Trophy, e fu direttore vendite del settore corse per la Rudge-Whitworth Motorcycle company. Walker studiò alla Highghate School e nella seconda guerra mondiale frequentò la Royal Military Academy Sandhurst, prima di essere destinato al reggimento dei Royal Scots Greys. Al comando di un carrarmato Sherman partecipò alla operazione Reischwald con la Quarta Brigata Meccanizzata della British Army.
Lasciata la carriera militare col rango di capitano, lavorò nel settore pubblicitario per la Dunlop e per la Aspro. Fu poi assunto dall'agenzia pubblicitaria Masius, che lavorava per aziende come la Mars, la Vauxhall e la British Rail. Lasciò questo lavoro solo all'età di 59 anni, molto tempo dopo essere diventato un famoso telecronista. Per un breve periodo fece anche il corridore motociclista.
Il 17 giugno 2013 è stata diffusa la notizia che a Walker è stato diagnosticato un cancro al sistema linfatico. Egli commentò così nel sito della BBC “Hanno scoperto il cancro dopo che lo scorso mese mi sono rotto il bacino in vacanza. Dovrò prepararmi a vari cicli di chemioterapia e i medici hanno detto che è recuperabile”.
Murray Walker è scomparso il 13 marzo 2021, all'eta di 97 anni.

## Carriera da telecronista
Walker effettuò la prima cronaca per la gara in salita di Shelsley Walsh nel 1948. Dal 1949 commentò le gare con Max Robertson, anche se fu solo dalla fine degli anni settanta che ogni singolo gran premio di Formula 1 ebbe un'ampia copertura sulla televisione britannica. Seguì occasionalmente le gare di Formula 1 durante gli anni settanta, iniziando a farlo a tempo pieno dalla stagione 1978. Commentò questo sport sino al Gran Premio degli Stati Uniti 2001 ad Indianapolis.

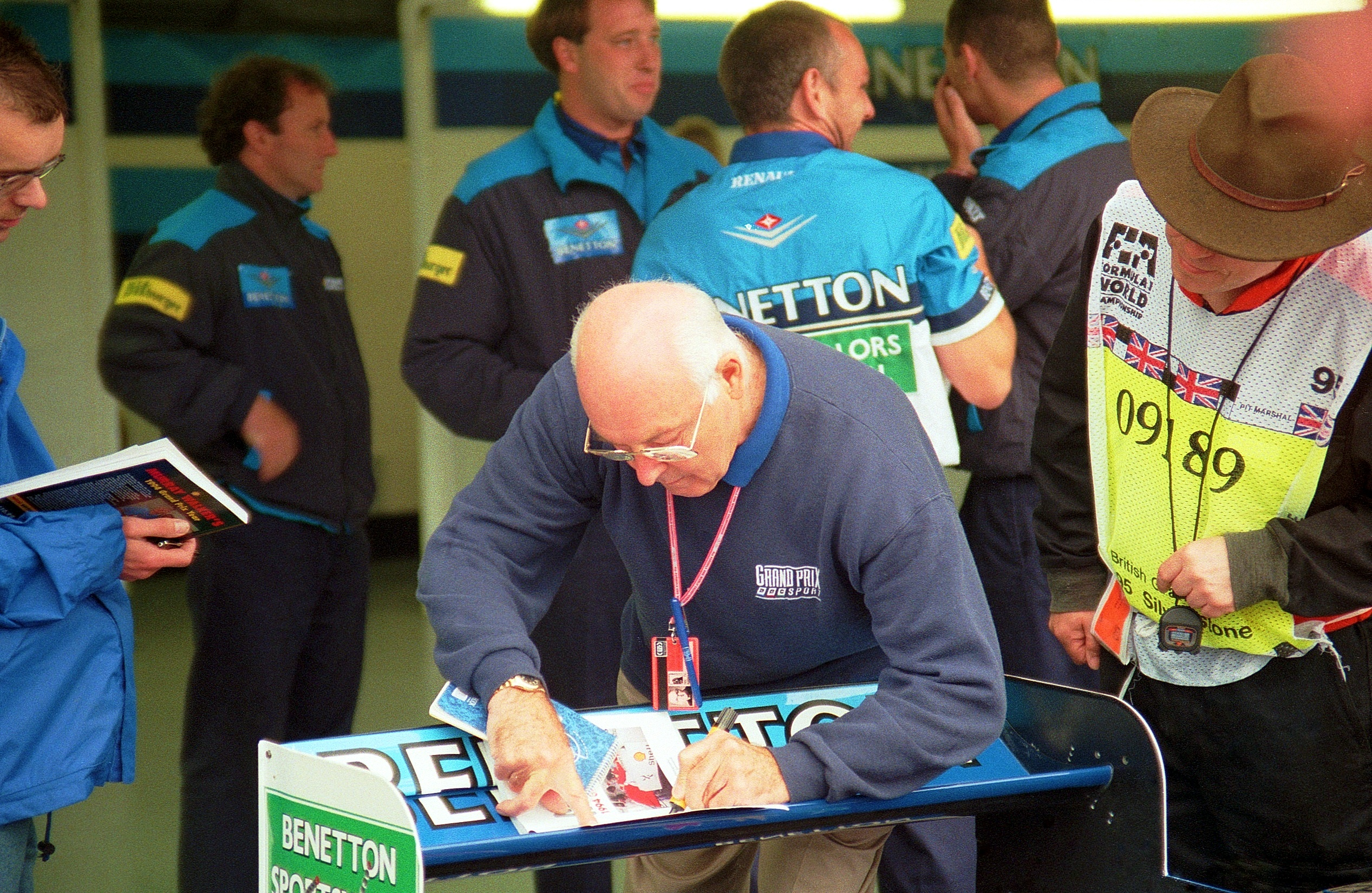
Walker autografa una copia del suo Grand Prix Year, sopra un alettone della Benetton B195, durante il fine settimana del Gran Premio di Gran Bretagna 1995.

Il suo primo lavoro regolare fu come radiocronista per il Tourist Trophy, inizialmente affiancando suo padre. Dopo la morte di Graham Walker nel 1962, Murray ne ereditò il ruolo di prima voce. Ha commentato gare di motocross (inizialmente per ITV) negli anni sessanta e di rallycross negli anni settanta e nei primi anni ottanta. Ha inoltre occasionalmente commentato gare di motociclismo e di rally. Walker ha anche commentato il BTCC per la BBC tra il 1988 e il 1997, e le competizioni del Gran Premio di Macao per la televisione di Hong Kong in nove edizioni.
Nelle telecronache di Formula 1 tra il 1980 ed il 1993, Walker formò una sorprendentemente fortunata ed estremamente popolare coppia di commentatori con il campione del mondo 1976 James Hunt. Inizialmente i due non si intesero molto, dato che la personalità, la vita privata e gli interessi di Hunt avevano poco in comune rispetto a quelli di Walker. Tuttavia Murray non lasciò mai interferire le sue opinioni personali sulla vita privata di Hunt con il loro lavoro, così col tempo i due divennero amici. Murray e James lavorarono insieme per oltre un decennio alla BBC, sino all'improvvisa morte di Hunt, dovuta a un attacco cardiaco, all'indomani del Gran Premio del Canada 1993. Quando i due si trovavano in cabina di commento assieme, Walker forniva la sua descrizione dei fatti tipicamente animata, con Hunt che commentava sulla base della sua esperienza e forniva le sue opinioni nel ruolo di seconda voce.
Dopo la morte di Hunt, l'ex pilota di Formula 1 Jonathan Palmer affiancò Walker in cabina di commento sino al 1996. L'anno seguente, i diritti televisivi per la copertura della Formula 1 nel Regno Unito passarono ad ITV, per la quale Walker abbandonò la BBC. Dalla stagione 1997 sino al suo ritiro fu affiancato in telecronaca da un altro ex pilota di Formula 1, Martin Brundle. Walker scrisse anche una serie di resoconti annuali per le stagioni di Formula 1, Murray Walker's Grand Prix Year, editi da Hazelton Publishing dal 1987 al 1997.
Nel dicembre 2000 Walker annunciò la sua decisione di ritirarsi dal commento della Formula 1. L'ultima telecronaca televisiva di Walker fu il Gran Premio degli Stati Uniti 2001, che fu la seconda corsa disputatasi nel tracciato stradale del circuito di Indianapolis. Nell'occasione a Walker è stato consegnato un mattoncino originale della Brickyard dal presidente del circuito Tony George, un onore raramente concesso a qualcuno che non fosse un vincitore di uno dei maggiori eventi disputati su questa pista, grazie alla reputazione guadagnata dal giornalista nel mondo dell'automobilismo.
Nel novembre 1997 a Walker è stato conferito un dottorato onorario in lettere dall'Università di Bournemouth. Un secondo dottorato onorario gli è stato conferito dall'Università del Middlesex nel luglio 2005.

## Dopo il ritiro

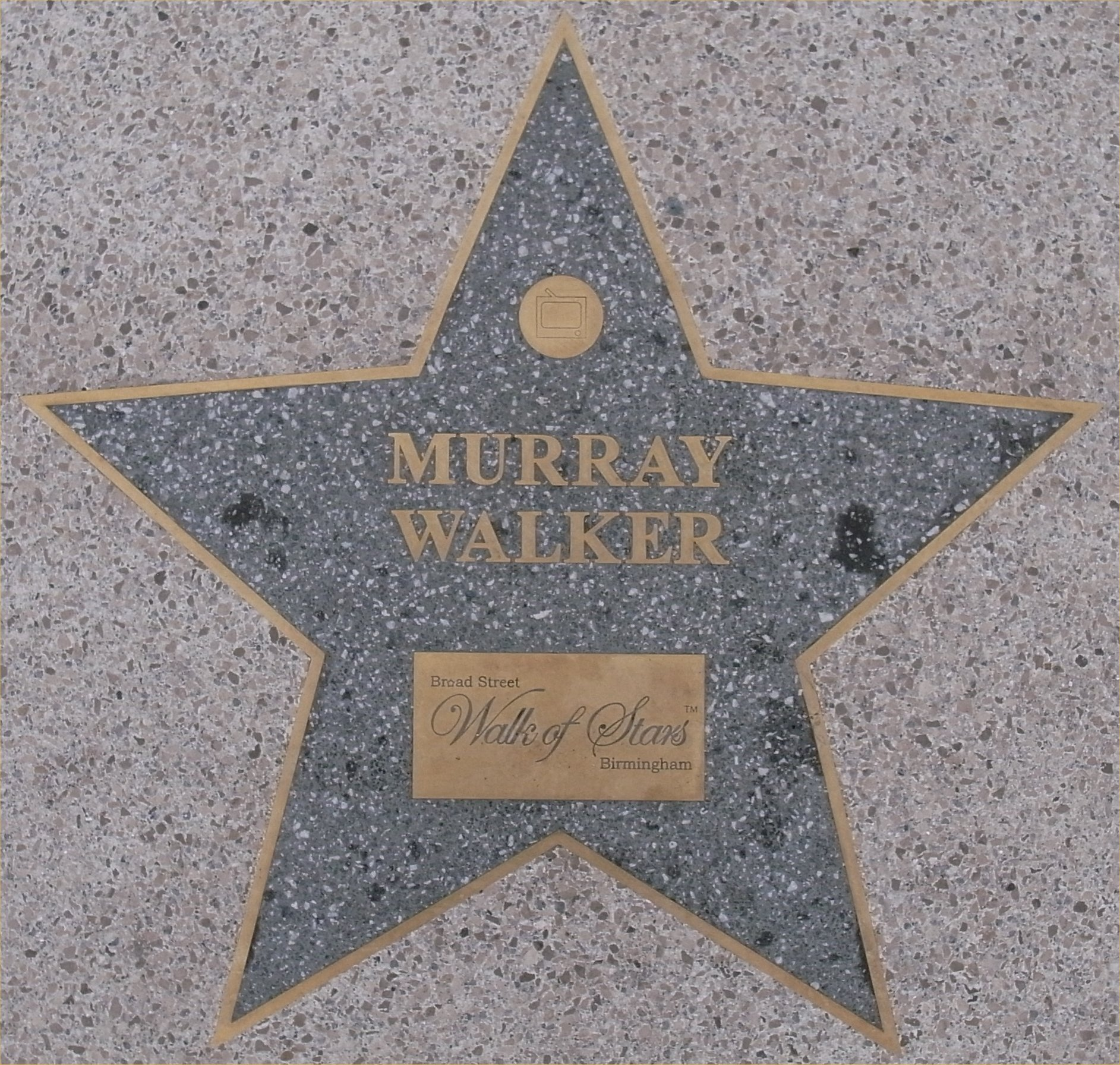
La stella di Murray Walker al Birmingham Walk of Stars

Nell'ottobre 2005, è stato annunciato che Walker sarebbe tornato al microfono come voce per la BBC del campionato Grand Prix Masters. Dopo aver commentato la gara inaugurale in Sudafrica, nel gennaio 2006 BBC Radio 5 Live ha annunciato che Walker sarebbe stato parte della loro squadra per il commento per il resto della stagione.
Anni di esposizione al forte rumore dei motori e problemi legati all'età hanno portato Walker a perdite d'udito in entrambe le orecchie. Nel 2006 è diventato ambasciatore capo per la David Ormerod Hearing Centres, la catena di negozi di audiologia che gli fornisce i suoi ausili acustici.
Nel marzo 2006 il team Honda di Formula 1 ha annunciato che Walker sarebbe diventato il suo ambasciatore per metà della stagione 2006, a partire dal Gran Premio di San Marino. Walker accoglieva i VIP ospiti della squadra e li intratteneva con il suo commento.

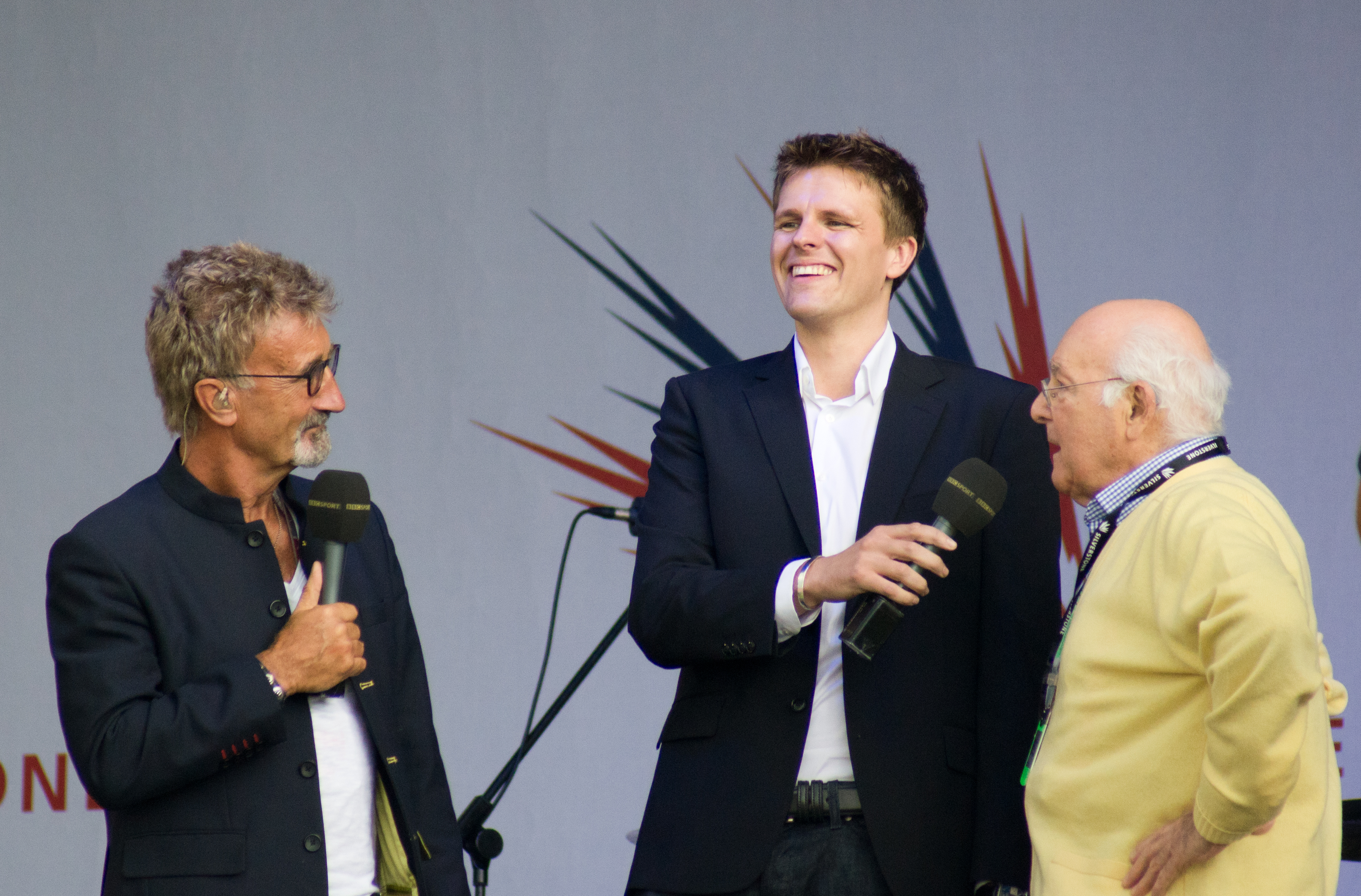
Walker (a destra) con Eddie Jordan (a sinistra) e Jake Humphrey al Gran Premio di Gran Bretagna 2012

Sempre in quel mese Walker è tornato al microfono per la gara del campionato V8 Supercars svoltasi ad Adelaide, su una versione modificata del circuito stradale utilizzato per il Gran Premio d'Australia di Formula 1 dal 1985 al 1995. Il mese successivo ha inoltre commentato il Gran Premio d'Australia di Formula 1 per la tv australiana Network Ten. Quell'anno è infine stato il telecronista della Grand Prix Masters per Sky Sports.
Nel marzo 2007 Walker ha commentato di nuovo la gara V8 Supercar di Adelaide, venendo insignito dagli organizzatori di un pass a vita senza limitazioni per l'evento nel corso di una cerimonia. Nelle settimane seguenti fu ancora parte della squadra di Network Ten per il Gran Premio d'Australia. Nel giugno 2007 Walker visitò l'isola di Man in occasione del centenario del Tourist Trophy, ed ha lavorato su un documentario riguardo all'evento (TT: Centenary Celebration with Murray Walker), pubblicato su DVD nel corso dell'anno. A luglio di quell'anno Walker commentò il Gran Premio d'Europa per la BBC Radio 5 Live, sostituendo il radiocronista abituale, David Croft, assente per un congedo di paternità.
Il 28 giugno 2008 Walker è stato premiato dalla sua città natale e gli stata intitolata una stella nella Walk of Stars di Birmingham. Nel novembre 2008 riprende a collaborare con la BBC, di nuovo assegnataria dei diritti TV della Formula 1, come opinionista per il sito internet.
Il 5 giugno 2011 un documentario biografico su Walker intitolato Life in the fast lane è stato mandato in onda per la prima su BBC Two. Un mese dopo all'età di 87 anni tornava nelle vesti di co-commentatore per il terzo turno di prove libere del Gran Premio di Gran Bretagna 2011 per BBC One e BBC Five Live, partecipando inoltre alla trasmissione sulle qualifiche insieme a Jake Humphrey, Eddie Jordan, David Coulthard e il suo vecchio compagno di telecronache Martin Brundle, commentando inoltre occasionalmente le gare seguenti su BBC Radio 5 live. Torna al microfono della BBC ancora nel GP britannico del 2012.